# Macrostylis barbigera
Macrostylis barbigera är en vinruteväxtart som först beskrevs av Carl von Linné d.y., och fick sitt nu gällande namn av Bartl. & Wendl. f.. Macrostylis barbigera ingår i släktet Macrostylis och familjen vinruteväxter. Inga underarter finns listade i Catalogue of Life.